# Grónské referendum o Evropských společenstvích 1982
V Grónském referendu o Evropských společenstvích v roce 1982 se 53 % voličů vyjádřilo proti zapojení Grónska do Evropského hospodářského společenství. V roce 1985 následovalo přerušení tohoto zapojení.

## Historie
Grónsko bylo k tehdejším Evropským společenstvím připojeno spolu s Dánskem v roce 1973, a to navzdory faktu, že se 70 % obyvatel Grónska tehdy vyslovilo v příslušném prvním referendu proti připojení. První volby do nově ustanovené Grónské samosprávy vyhrála euroskeptická strana Siumut a grónský parlament schválil konání konzultativního referenda.

## Referendum
Konzultativní referendum na téma, zda má být Grónsko nadále zapojeno do Evropských společenství, proběhlo 23. února 1982, s následujícím výsledkem:
| Celkem voličů | Proti (%)      | Pro (%)        |
| ------------- | -------------- | -------------- |
| 23 795        | 12 615 (53,02) | 11 180 (46,98) |

## Důsledky
Výsledkem referenda bylo, že se většina voličů vyslovila pro opětnou aktivaci Grónské smlouvy, která Grónsku umožňovala si vůči Evropskému hospodářskému společenství ponechat právo na nezmenšený rybolov. Grónsko tak zůstalo zámořským územím pozdější Evropské unie (EU), přičemž jeho občané jsou jako státní příslušníci Dánska považováni za občany Evropské unie.